# Chatenay-Vaudin
Chatenay-Vaudin település Franciaországban, Haute-Marne megyében. Lakosainak száma 46 fő (2022. január 1.). Chatenay-Vaudin Haute-Amance, Lecey, Saint-Maurice, Celsoy és Culmont községekkel határos.

## Népesség
A település népességének változása:
| Lakosok száma | 79   | 42   | 54   | 62   | 54   | 55   | 50   | 49   | 47   | 46   |
|               | 1968 | 1990 | 2006 | 2011 | 2015 | 2016 | 2018 | 2019 | 2021 | 2022 |